# Anna Maria Martínez Sagi
Pour les articles homonymes, voir Martínez et Sagi.
Anna Maria Martínez Sagi, née le 16 février 1907 à Barcelone et morte à Santpedor (Province de Barcelone) le  2 janvier 2000, est une athlète, poétesse, syndicaliste, journaliste, féministe et résistante républicaine espagnole. 
Elle est une pionnière du sport féminin et la première femme dirigeante du FC Barcelone en 1934.

## Biographie
Sagi naît au sein d'une famille de la grande bourgeoisie barcelonaise.
Son grand amour est l'écrivaine Elisabeth Mulder, mais sa famille réussit à les séparer.
Elle est l'une des journalistes républicaines les plus importantes, avec Josefina Carabias. Ses articles pour l’hebdomadaire madrilène Crónica, mais aussi pour El Día Gráfico ou la revue littéraire Lecturas, connaissent un grand succès. 
Elle réalise des entretiens avec tout type de publics : mendiants, prostituées, politiques catalans. 
Elle réalise notamment des reportages sur le suffrage féminin, à l'époque très controversé en Europe, puisque que même des progressistes, y compris des féministes, craignent que les femmes votent ce que leur indiquent leurs maris ou le curé. 
Elle réalise également un important travail de reporter au sein de la Colonne Durruti.
Outre ses travaux journalistiques, elle publie des recueils de poésies qui ont alors un grand succès. Son style se rapproche de celui des poétesses latino-américaines comme Juana de Ibarbourou, Alfonsina Storni ou Gabriela Mistral. 
Elle est aussi évoquée comme héritière de Rosalía de Castro.
En tant que militante féministe, Anna Maria Martínez Sagi fait siennes les idées en provenance d'Europe et des États-Unis. 
Elle fonde le premier club de femmes travailleuses de Barcelone, où elle participe à l'alphabétisation de la population féminine.
En tant que sportive, Anna Martínez Sagi pratique plusieurs sports, tels que le lancer de javelot, le tennis et le ski.
Elle devient dirigeante du FC Barcelone en 1934, devenant ainsi la première femme à obtenir une position d'importance dans le football espagnol.
Elle cherche alors à créer une section féminine, mais l'insuccès de ce projet la mène à démissionner. 
Anna Martínez Sagi a toujours considéré le sport comme nécessaire pour les femmes modernes, conciliant corps et esprit. C'est dans cette optique qu'elle œuvre à la création du premier club entièrement consacré au sport féminin, le Club féminin et sportif de Barcelone en 1928, avec l'athlète Enriqueta Sèculi et les sœurs Josefina et Teresa Torrens, institution considérée de nos jours comme l'une des réalisations pionnières du sport féminin dans le monde. 

## Guerre d'Espagne, résistance et exil
Après le soulèvement nationaliste des 17 et 18 juillet 1936, elle se rapproche de la Colonne Durruti sur le front d’Aragon. Elle réalise des reportages pour le Daily Mail. À la fin de la guerre d'Espagne, elle choisit l'exil en France, où elle rejoint la Résistance.
Dans les années 1950, elle gagne les États-Unis où elle vit en donnant des cours de français à l'université. Elle revient en Espagne en 1975, après la mort de Franco.
Elle décède au début de l'an 2000 dans le village de Santpedor.

## Hommages publics
- Un stade barcelonais du district de Sants-Montjuïc porte son nom en sa mémoire[8].

## Œuvre
- Caminos (Barcelona, 1929).
- Inquietud (Barcelona, 1931).
- Canciones de la isla (1932-1936).
- País de la ausencia (1938-1940).
- Amor perdido (1933-1968).
- Jalones entre la niebla (1940-1967).
- Los motivos del mar (1945-1955).
- Visiones y sortilegios (1945-1960).
- Laberinto de presencias (Barcelona, 1969).